# Викукши
В индуистской мифологии Викукши (санскр. विकुक्षि, IAST: Vikukṣi) был сыном Икшваку, внуком Вайвасвата Ману из Солнечной династии. Он был старшим из ста сыновей Икшваку. Он был также известен как Сасада, потому что он съел мясо кролика (санскр. śaśaka) заготовленного для яджны.
В Брахма-пуране рассказывается, что, когда Икшваку собирался совершить яджну (священный ритуал), он послал Викукши на поиски мяса в лес. Там он охотился и добыл мясо кролика. Но из-за жажды и голода Викукши съел полученное мясо, хотя на самом деле мясо должно было использоваться в качестве подношения в ритуале. Затем он оставил остальное своему отцу. Могущественный мудрец Васиштха знал, что мясо было назначено богам, а не ему. Из-за этой ошибки, о которой сообщил риши Викукши был изгнан из своего царства.
Затем, после смерти Икшваку, его отца, Викукши вернулся в свое царство и правил там. Это царство называлось Кошала, а его столица - Айодхья. У Викукши есть сын по имени Какутштха, или Пуранджая. Этот сын впоследствии стал его преемником.